# Taciano (mestre dos ofícios)
Taciano (em latim: Tatianus) foi um oficial bizantino do século VI que desempenhou função durante o reinado dos imperadores Justino I (r. 518–527) e Justiniano (r. 527–565).

## Biografia

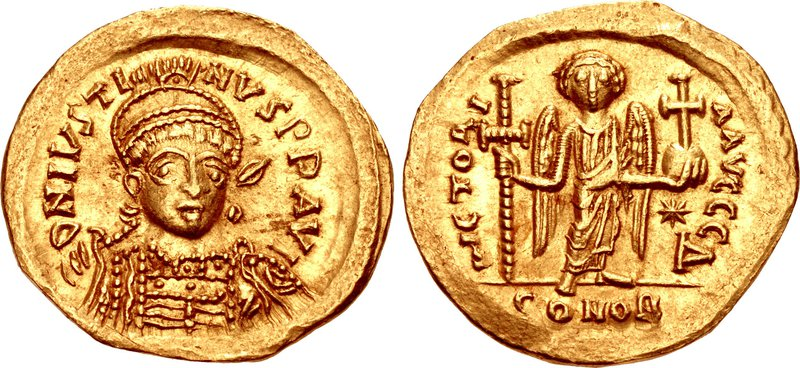
Soldo de r.

Taciano aparece pela primeira vez em 28 de maio de 520, quando é citado como mestre dos ofícios do Oriente. Em 4 de abril de 527, quando Justino proclamou Justiniano imperador, Taciano é referido como magistro. Taciano estava entre os senadores seniores cuja propriedade foi fraudulentamente herdada por Justiniano e Teodora quando forjaram um testamento.